# ييميليانوفو (كراسنويارسك)
ييميليانوفو (بالروسية: Емельяново) هي مدينة في مقاطعة كراسنويارسك كراي في روسيا.
يبلغ عدد سكانها حوالي 12144 نسمة.